# Haltérophilie aux Jeux olympiques d'été de 2016 - Moins de 77 kg hommes
Navigation
Londres 2012 Tokyo 2020
L'épreuve des moins de 77 kg en haltérophilie des Jeux olympiques d'été de 2016 a lieu le 10 août 2016 au Riocentro de Rio de Janeiro. Nijat Rahimov fini premier du tournoi est reçoit la médaille olympique. Cependant en 2022, il est suspendu huit ans à la suite de récidives de manquements de contrôle antidopage. La sanction débute à partir de mars 2016 et par conséquent Rahimov est déchu de son titre olympique. Son titre n'a pas été réattribué.

## Programme
Heure de Rio (UTC−03:00)
| Date         | Horaire | Épreuve  |
| ------------ | ------- | -------- |
| 10 août 2016 | 10 h 00 | Groupe B |
| 10 août 2016 | 9 h 00  | Groupe A |

## Médaillés
| Or     | Argent     | Bronze          |
| vacant | Lü Xiaojun | Mohamed Mahmoud |

## Records
Avant la compétition, les records du monde et olympiques sont les suivants.
| Record du monde  | Arraché     | Lü Xiaojun (CHN)         | 176 kg | Wrocław, Pologne     | 24 octobre 2013   |
| Record du monde  | Épaulé-jeté | Oleg Perepetchenov (RUS) | 210 kg | Trenčín, Slovaquie   | 27 avril 2001     |
| Record du monde  | Total       | Lü Xiaojun (CHN)         | 380 kg | Wrocław, Pologne     | 24 octobre 2013   |
| Record olympique | Arraché     | Lü Xiaojun (CHN)         | 175 kg | Londres, Royaume-Uni | 1er août 2012     |
| Record olympique | Épaulé-jeté | Zhan Xugang (CHN)        | 207 kg | Sydney, Australie    | 22 septembre 2000 |
| Record olympique | Total       | Lü Xiaojun (CHN)         | 379 kg | Londres, Royaume-Uni | 1er août 2012     |

## Résultats
|  | Record du monde        |
|  | Record du monde junior |
|  | Record d’Afrique       |

| Rang                                | Athlète                    | Groupe | Poids de l’athlète | Arraché (kg) | Arraché (kg) | Arraché (kg) | Arraché (kg) | Épaulé-jeté (kg) | Épaulé-jeté (kg) | Épaulé-jeté (kg) | Épaulé-jeté (kg) | Total   |
| Rang                                | Athlète                    | Groupe | Poids de l’athlète | 1            | 2            | 3            | Résultat     | 1                | 2                | 3                | Résultat         | Total   |
| ----------------------------------- | -------------------------- | ------ | ------------------ | ------------ | ------------ | ------------ | ------------ | ---------------- | ---------------- | ---------------- | ---------------- | ------- |
| Médaille d'argent, Jeux olympiques  | Lü Xiaojun (CHN)           | A      | 76.83              | 170          | 175          | 177 WR       | 177 WR       | 197              | 197              | 202              | 202              | 379 =OR |
| Médaille de bronze, Jeux olympiques | Mohamed Mahmoud (EGY)      | A      | 76.69              | 160          | 165          | 168          | 165          | 196              | 196              | 203              | 196              | 361     |
| 4                                   | Chatuphum Chinnawong (THA) | A      | 76.52              | 160          | 165          | 165          | 165          | 191              | 191              | 191              | 191              | 356     |
| 5                                   | Alexandru Șpac (MDA)       | A      | 76.52              | 150          | 155          | 158          | 155          | 185              | 190              | 192              | 192              | 347     |
| 6                                   | Andrés Caicedo (COL)       | B      | 76.26              | 150          | 150          | 155          | 155          | 191              | 197              | 197              | 191              | 346     |
| 7                                   | Andrés Mata (ESP)          | B      | 76.32              | 145          | 150          | 153          | 153          | 185              | 190              | 190              | 190              | 343     |
| 8                                   | Choe Jon-wi (PRK)          | A      | 76.54              | 153          | 157          | 158          | 153          | 184              | 190              | 194              | 190              | 343     |
| 9                                   | Ibrahim Abdelbaki (EGY)    | A      | 76.90              | 147          | 152          | 152          | 152          | 186              | 186              | 192              | 186              | 338     |
| 10                                  | Nico Müller (GER)          | B      | 76.70              | 145          | 149          | 151          | 151          | 177              | 181              | 185              | 181              | 332     |
| 12                                  | Sathish Sivalingam (IND)   | B      | 76.96              | 143          | 148          | 153          | 148          | 176              | 181              | 186              | 181              | 329     |
| 12                                  | Deni (INA)                 | B      | 69.38              | 140          | 146          | 149          | 146          | 172              | 177              | 181              | 177              | 323     |
| –                                   | Andranik Karapetyan (ARM)  | A      | 76.75              | 170          | 174          | 176          | 174          | 195              | 195              | –                | DNF              | DNF     |
| –                                   | Dumitru Captari (ROU)      | B      | 76.68              | 145          | 150          | 150          | 145          | –                | –                | –                | DNF              | DNF     |
| DSQ                                 | Nijat Rahimov (KAZ)        | A      | 76.19              | 160          | 165          | 168          | 165          | 202              | 214              | –                | 214              | 379     |

## Nouveaux records
| Arraché     | 177 kg | Lü Xiaojun (CHN)          | Record olympique, record du monde |
| Arraché     | 174 kg | Andranik Karapetyan (ARM) | Record du monde junior            |
| Épaulé-jeté | 214 kg | Nijat Rahimov (KAZ)       | Record olympique, record du monde |